# To musí byť len láskou
To musí byť len láskou è una canzone della cantante pop rock slovacca Katarína Knechtová, pubblicata come singolo a gennaio 2011 ed estratta come primo singolo dal suo secondo album Tajomstvá.

## Classifiche
| Classifica (2011) | Posizione massima |
| ----------------- | ----------------- |
| Slovacchia        | 19                |